# Marie Long
Marie Long, geboren als Marie Landry, (Ajaccio, 14 november 1877 - Parijs, 11 december 1968) was een Franse verpleegster die actief was in Zwitserland.

## Biografie
Marie Landry huwde in 1908 in Parijs met Edouard André Long, een professor geneeskunde uit Genève. Nadat ze eerst vanaf 1906 had gewerkt in een ziekenhuis in Parijs, stond ze tijdens de Eerste Wereldoorlog aan het hoofd van het militair neurologisch centrum van Bourg-en-Bresse. Na de oorlog ging ze aan de slag op de neuropsychiatrische afdeling van het ziekenhuis van Genève toen haar echtgenoot daar buitengewoon hoogleraar werd in 1919. In 1924 was ze in Genève oprichtster van de Internationale Sociale Dienst, waarvan ze gedurende 25 jaar voorzitster zou zijn. Aan het einde van de Tweede Wereldoorlog kreeg ze de Verzetsmedaille voor haar inzet ten voordele van de joden en de geallieerde militairen.